# Macleaya
Macleaya is een muggengeslacht uit de familie van de steekmuggen (Culicidae).

## Soorten
- M. calabyi (Marks, 1963)
- M. elchoensis (Taylor, 1929)
- M. humeralis (Edwards, 1922)
- M. littlechildi (Taylor, 1933)
- M. macmillani (Marks, 1964)
- M. moloiensis (Taylor, 1929)
- M. spinosipes Edwards, 1922
- M. stoneorum (Marks, 1977)
- M. tremula Theobald, 1903
- M. tulliae (Taylor, 1929)
- M. wattensis (Taylor, 1929)